# Oost-Maarland
Oost-Maarland (Limburgs: Oêsj-Maoërend) is een uit twee afzonderlijke woonplaatsen bestaand kerkdorp in het zuidwesten van de Nederlandse provincie Limburg. Het maakt deel uit van de gemeente Eijsden-Margraten. Oost en Maarland liggen circa 3 kilometer ten noorden van de kern Eijsden en circa 7 kilometer ten zuiden van Maastricht. Op 1 januari 2022 telde deze gemeentekern 930 inwoners Tot 31 december 2010 maakte het dorp deel uit van de voormalige gemeente Eijsden. De officiële scheidingslijn wordt betwist tussen Oost en Maarland, van oudsher ligt deze grens ter hoogte van het kerkepad en het huidige "de reep", dit is duidelijk te zien op de eerste originele kadaster kaarten. Hedendaags wordt het spoor beschouwd als de grens, dit vanwege de duidelijke scheidingslijn van bebouwing tussen Oost en Maarland. 

## Etymologie
Wat de oorsprong van de naam "Oost" betreft is het zo dat deze geen enkele geografische betekenis heeft. Het dorp ligt niet ten oosten, maar ten noorden van Eijsden en evenmin ten oosten van Maarland; integendeel, Maarland ligt ten oosten van Oost.
De huidige naam is een verbastering van de oorspronkelijke, die blijkens stukken uit 870 "Augskirche" luidde. (De heilige Augusta was de patroonheilige van de toenmalige kerk.) Met name ook door toedoen van Waalse invloeden werd deze naam in de loop der tijden verbasterd tot "Oystkerken", "Awost", "de Oies" (in stukken uit 1163), de Hoies (1183), en Oes (1237).
De verklaring van de naam "Maarland" moet gezocht worden in de terreinomstandigheden. Maarland is gesitueerd op een miniterras in het oude stroomgebied van de Maas. Maarland, mare-land, het begrip mare vindt zijn oorsprong in het Latijnse woord mare (=zee) en kent meerdere betekenissen die verwijzen naar een vochtige omgeving: o.a. stilstaand water, poel, moeras. In de loop der tijden werd Maarland genoemd als Merlant, Marland, Maerlant. De huidige dialectnaam is ¨Maorend¨. De oudste schriftelijke vermelding van Maarland dateert van 17 maart 1281. Merlant wordt genoemd als buurdorp in een akte tussen enerzijds het Kapittel van Sint Martinus uit Luik en anderzijds de heer van Gronsveld, aangaande wie tiendgerechtigd was in de geneiden tussen Breust (Luik) en Gronsveld. De huidige kerk van het kerkdorp Maarland is aan Sint-Jozef gewijd.

## Geschiedenis

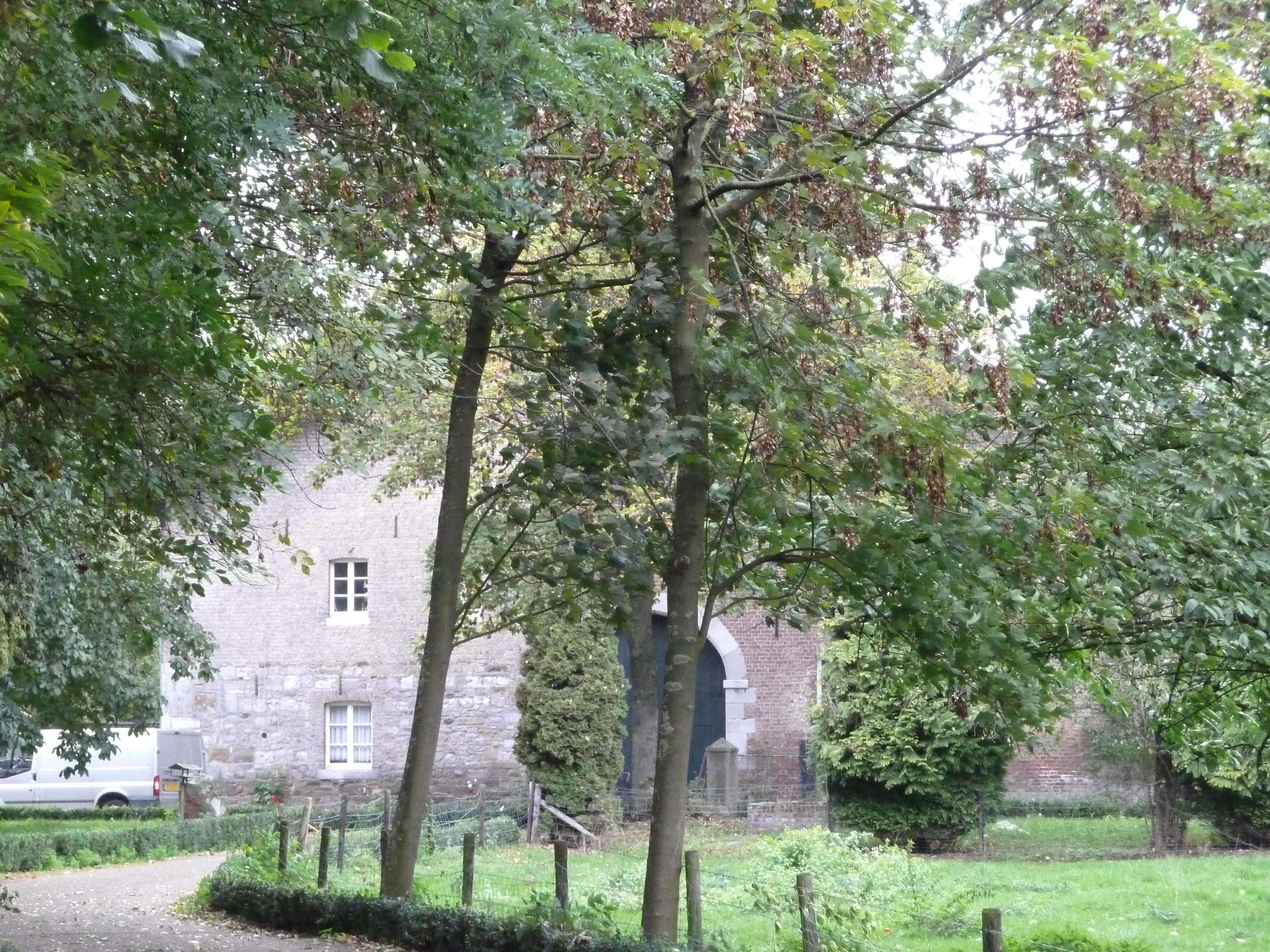
Toerit naar monumentale hoeve bij Kasteel Oost

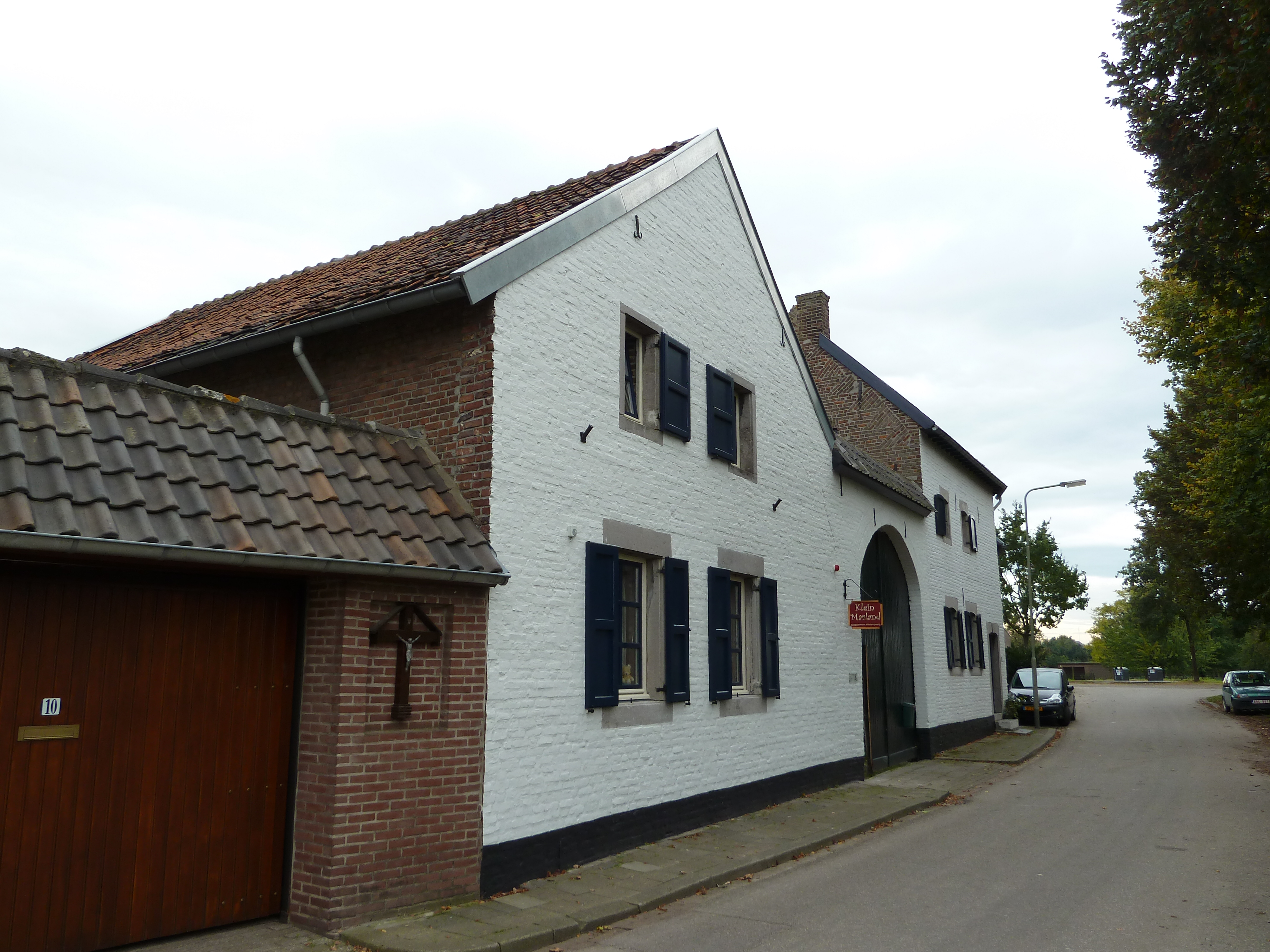
Voormalige (boerderij en) jeugdherberg aan Rijckholterweg in Maarland

Het dorp is ontstaan door bestuurlijke samenvoeging van de plaatsjes Oost en Maarland. Tot 1927 waren het ook in dat opzicht twee afzonderlijke gehuchten.
Beide kernen ontstonden in de middeleeuwen. Oost behoorde tot het Graafschap Dalhem en werd in 1633 een zelfstandige heerlijkheid, zetelend in Kasteel Oost. In 1761 kwam het aan de heerlijkheid Eijsden. Tijdens de Franse tijd werd het een zelfstandige gemeente.
Maarland ontwikkelde zich nabij een vroonhof. In de 19e eeuw raakten Oost en Maarland geleidelijk aan elkaar vastgebouwd.
In 1927 begon de ontwikkeling in de richting van een gedeeltelijk samengaan, door de bouw van de Sint-Jozefkerk, die bestemd was en nog steeds is, voor beide plaatsen. Later volgde nog een gemeenschappelijke lagere school. Voordien waren beide plaatsjes voor kerk en lagere school aangewezen op voorzieningen in Breust, de meest noordelijke buurtschap van de kern Eijsden.

## Bezienswaardigheden
- Kasteel Oost
- Sint-Jozefkerk, van 1927
- Mariakapel aan de Rijckholterweg
- Enkele historische boerderijen, zoals:
  - Sint-Jozefstraat 60-62, mogelijk de reeds in 1314 vernoemde Schillinghof, met enkele gotische overblijfselen, later verbouwd.
  - Sint-Agathahoeve, aan Catharinastraat 16, met kern van omstreeks 1500, en schouw uit het begin van de 17e eeuw. Vernieuwd in 1887 in opdracht van de familie De Geloes.
  - Catharinastraat 15, oorspronkelijk 18e-eeuws, met mergelstenen speklagen.
  - Sint-Jozefstraat 67, met woonhuis van 1765 en 1782.
  - Sint-Jozefstraat 85, met vroeg-19e-eeuwse schuur in vakwerkbouw.

Zie ook
- Lijst van rijksmonumenten in Oost-Maarland

## Natuur en landschap
Oost-Maarland ligt in het dal van de Maas op een hoogte van ongeveer 50 meter.
Het gedeelte Oost ligt op circa 1 kilometer afstand ten oosten van de Maas. Door grindafgravingen in de 20e eeuw langs de oever van deze rivier is er ten noordwesten van dit dorp een grote plas ontstaan. Tegenwoordig wordt deze gebruikt voor waterrecreatie, waardoor Oost-Maarland en het omliggende gebied een toeristische bestemming hebben gekregen. Voor de leefbaarheid in met name het gehucht Oost is de ontgrinding echter een negatieve ontwikkeling geweest. Grote oppervlakten fruitboomgaarden en ander groen zijn nu plassen, gevuld met in Wallonië verontreinigd en niet gezuiverd Maaswater. Herstel in de oorspronkelijke toestand is van bestuurlijke zijde wel als optie vermeld, maar nog niet tot beleid verkozen.

## Verenigingen
Op verenigingsgebied zijn opmerkelijk de folkloristische schutterij van Oost en de al sinds lang gemeenschappelijke voetbalclub met de naam "Oranje Boys".
Verder heeft iedere kern zijn eigen Jonkheid, bestaande uit de ongehuwde mannen van iedere kern, die lid worden vanaf 16 jaar. Lid blijft men tot men huwt of langdurig samenwoont. Deze Jonkheden zijn belangrijke cultuurbepalers voor beide kernen en de gemeenschap Oost-Maarland. Zij organiseren onder andere ieder jaar de Bronkfeesten. Deze vinden plaats gedurende twee à drie dagen in juli en beginnen met een folkloristische gekostumeerde sacramentsprocessie. Deze trekt door beide plaatsjes, waarna elk zijn eigen feest afzonderlijk verder viert.

## In het nieuws
In de jaren tachtig van de 20e eeuw is het gehucht Maarland herhaaldelijk in het nieuws geweest met het folkloristische evenement "gansslaan". Hier werd tot voor de rechtbank toe tegen geageerd door de Dierenbescherming.

## Galerij

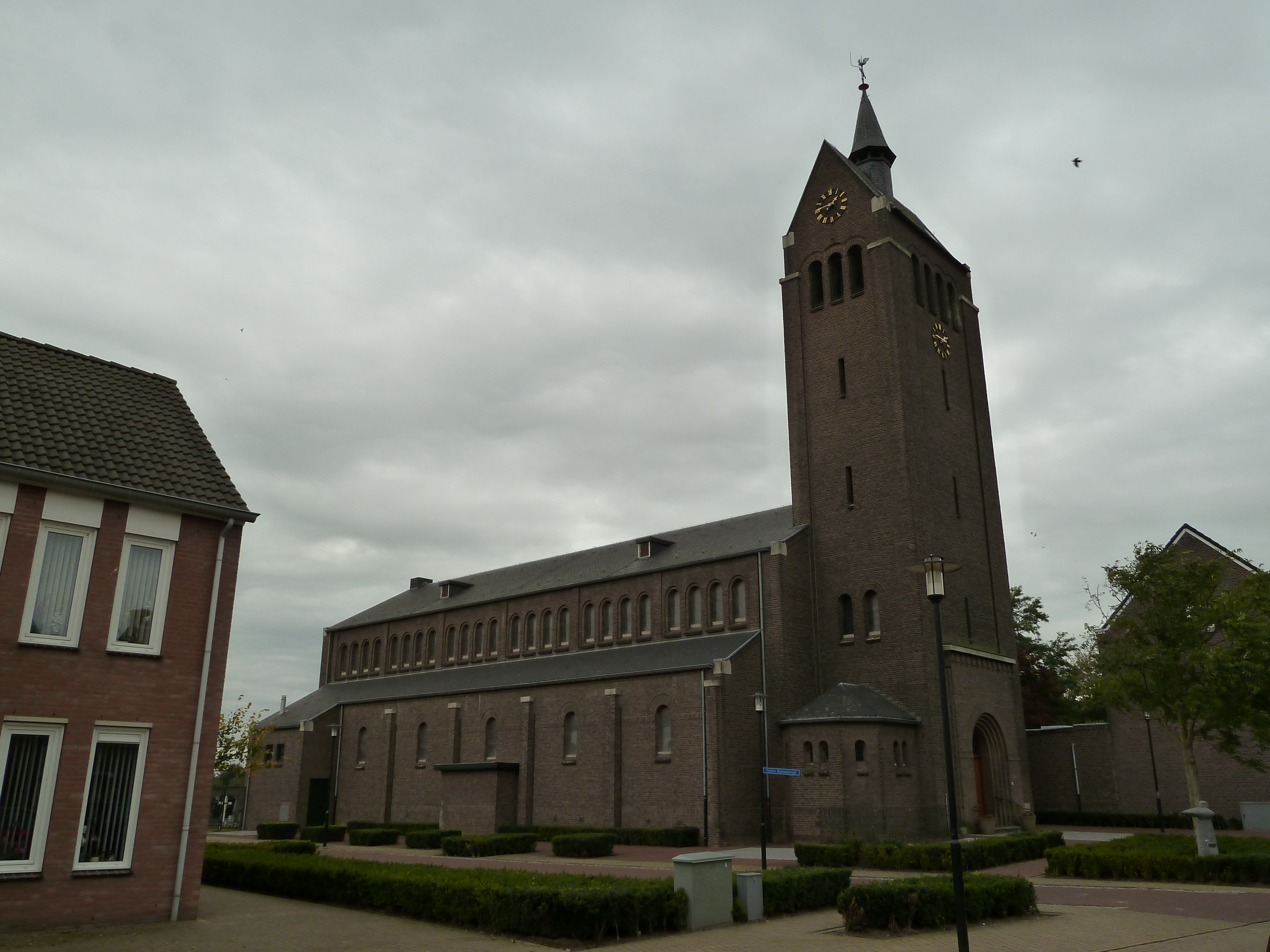
De Sint-Jozefkerk
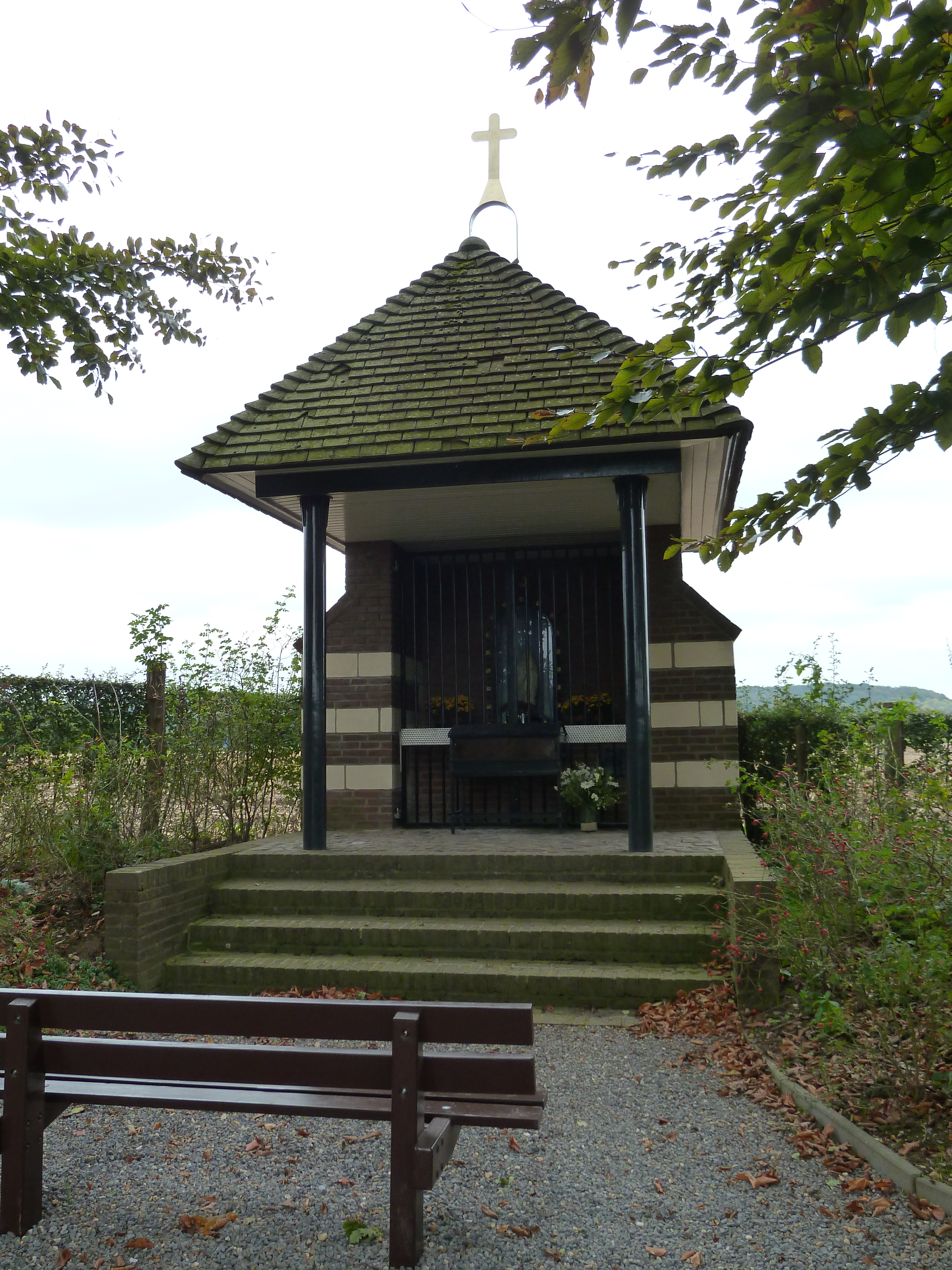
Kapel Rijckholterweg

## Nabijgelegen kernen
Eijsden, Mariadorp, Rijckholt, Gronsveld

## Geboren
- Jef Pleumeekers (1945), politicus